# Django le Taciturne
Pour plus de détails, voir Fiche technique et Distribution.
Django le Taciturne (Bill il taciturno) est un western spaghetti franco-italien réalisé par Massimo Pupillo et sorti en 1967.

## Synopsis
Un groupe de Mexicains attaque un convoi de colons ; le cow-boy Django, qui les rejoint par hasard, parvient à sauver la jeune femme Linda, dont le mari a été tué auparavant par le trafiquant d'armes Johnson. Avec elle, il arrive à Santa Ana - il est à la recherche du bandit El Santo ; c'est précisément là que se trouve le quartier général de Johnson et de ses hommes. Le combat entre les hors-la-loi et Django semble d'abord inégal, mais grâce à une série de ruses, Django parvient à les mettre hors d'état de nuire l'un après l'autre et à écarter ainsi le danger. Il quitte ensuite Santa Ana avec Linda, qui désire rester avec lui.

## Fiche technique
- Titre italien : Bill il taciturno[1]
- Titre français : Django le Taciturne[2]
- Réalisateur : Massimo Pupillo (sous le nom de « Max Hunter »)
- Scénario : Renato Polselli (sous le nom de « Leonide Preaston »), Paul Farjon
- Photographie : Mario Parapetti
- Montage : Lina Caterini, Marcello Malvestito
- Musique : Berto Pisano, Franco Pisano
- Décors : Nedo Azzini (it), Nicola Tamburo
- Maquillage : Amedeo Alessi, Marisa Marconi
- Production : Alberto Puccini, Jacques Leitienne
- Société de production : Europea Distribuzione, Les Films Jacques Leitienne
- Pays de production :  Italie -  France
- Langue originale : italien
- Format : Couleurs par Eastmancolor - 1,66:1 - Son mono - 35 mm
- Durée : 85 minutes
- Genre : Western spaghetti
- Dates de sortie :
  - Italie : 29 avril 1967
  - France : 2 juillet 1969[2]

## Distribution
- Luigi Montefiori (sous le nom de « George Eastman ») : Django (Bill en VO)
- Liana Orfei : Linda
- Luciano Rossi (sous le nom d'« Edwin G. Ross ») : John Edwin Thompson
- Mimmo Maggio : El Santo
- Peter Hellman : Rosson
- Claudio Biava : Jack
- Patrizia : Suzy, la chanteuse de saloon
- Spartaco Conversi : Miguel
- Federico Boido (sous le nom de « Rick Boyd ») : le blond
- Antonio Toma Pedro
- Paul Marou : Steve
- Giovanna Lenzi : Dolores
- Federico Pietrabruna
- Ilona Drash
- Martial Boschero
- Enrico Manera (it) : Ted